# Tóth Aladár (zenetudós)

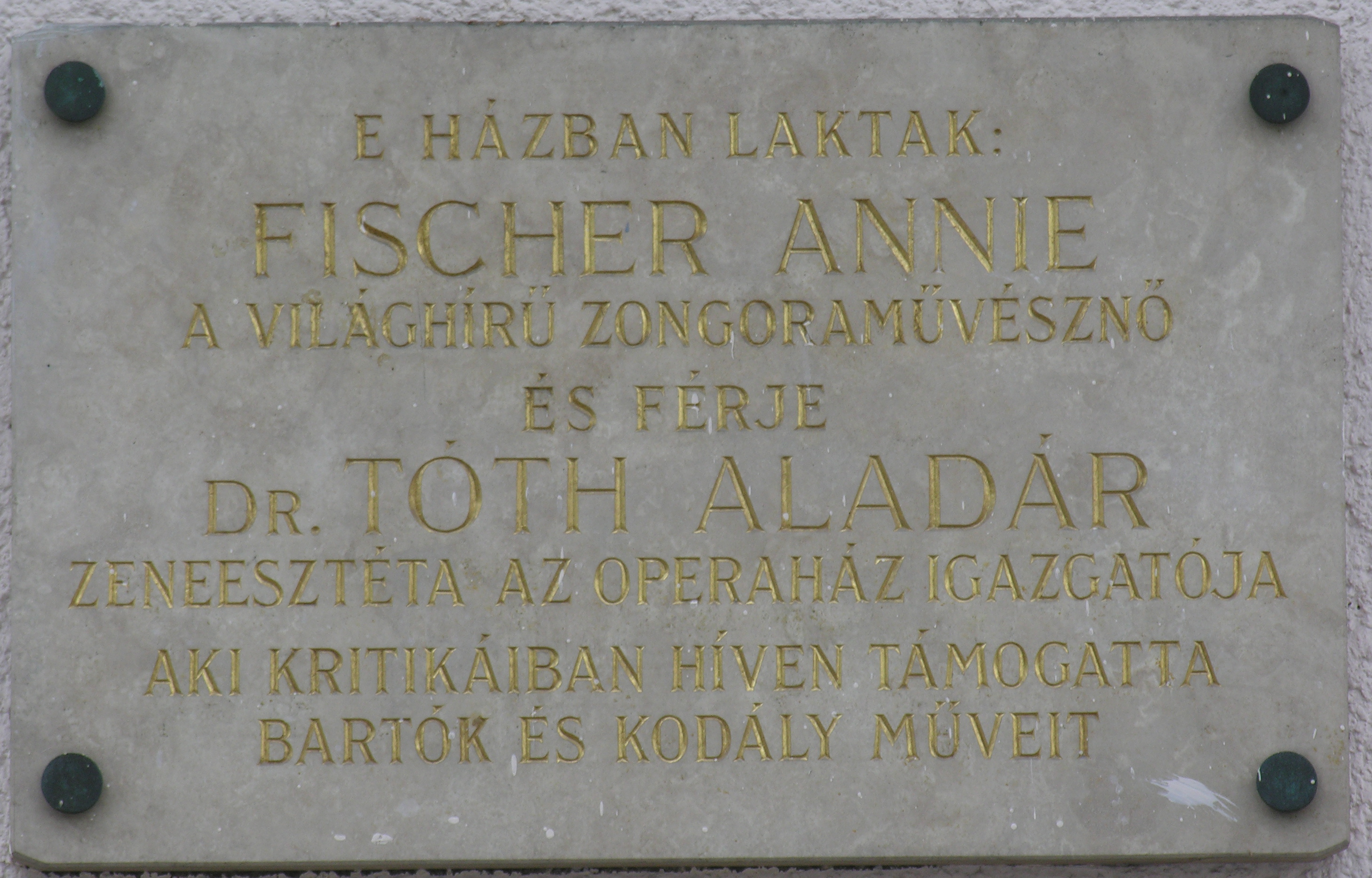
Emléktábla Tóth Aladár és Fischer Annie egykori lakóházán (Budapest, Szent István park 14.)

Tóth Aladár (Székesfehérvár, 1898. február 4. – Budapest, 1968. október 18.) Kossuth-díjas magyar zenetörténész, zenekritikus.

## Élete
Tóth Aladár és Zelenák Mária gyermekeként született. A budapesti Pázmány Péter Tudományegyetemen diplomázott, majd 1925-ben doktori fokozatot szerzett Adatok Mozart zenedrámáinak esztétikájához című disszertációjával. Zenekritikus volt 1920-ban az Új Nemzedék, 1923-tól 1939-ig a Pesti Napló és a Nyugat című lapoknál, miközben 1926-tól 1929-ig a Zenei Szemle főmunkatársa volt. Kritikáiban elsőként értékelte Bartók Béla, Kodály Zoltán, Dohnányi Ernő és Weiner Leó, valamint a feltörekvő új művészgeneráció műveit és munkásságát. 1930–31-ben, Szabolcsi Bencével közösen szerkesztője, részben írója volt a kétkötetes Zenei lexikonnak, amelynek átdolgozott, kibővített kiadása volt az 1960-as évek közepén megjelent háromkötetes Zenei lexikon.
1937-ben feleségül vette Fischer Annie zongoraművésznőt. A szélsőjobboldali politika térnyerése és felesége származása miatt 1940-ben Svédországba emigráltak, ahol oktatással és előadásokkal tartották fenn magukat. 1946-ban tértek haza. Keresztury Dezső vallás- és közoktatásügyi miniszter szeptember 1-jei hatállyal kinevezte a Operaház igazgatójává. E minőségében 1947-ben leszerződtette vezető karmesternek az Amerikából Európába visszatért Otto Klemperert, akivel – hároméves budapesti tartózkodása alatt – az Operaház emlékezetes korszakát teremtette meg. Ezt követően is sikeresen küzdött a hivatalos kultúrpolitika korlátozó törekvései ellen, Bartók és Richard Wagner műveinek folyamatos repertoáron tartásáért állandó támadások kereszttüzében állt. 1952-ben Kossuth-díjjal tüntették ki. 1956 őszén az operai „Forradalmi Tanácskozás” botrányos körülmények között – távollétében – szeptember 30-ai hatállyal leváltotta, nyugdíjba ment, és ettől kezdve viszonylagos visszavonultságban élt, egészen 1968-ban bekövetkezett haláláig.

## Fontosabb írásai

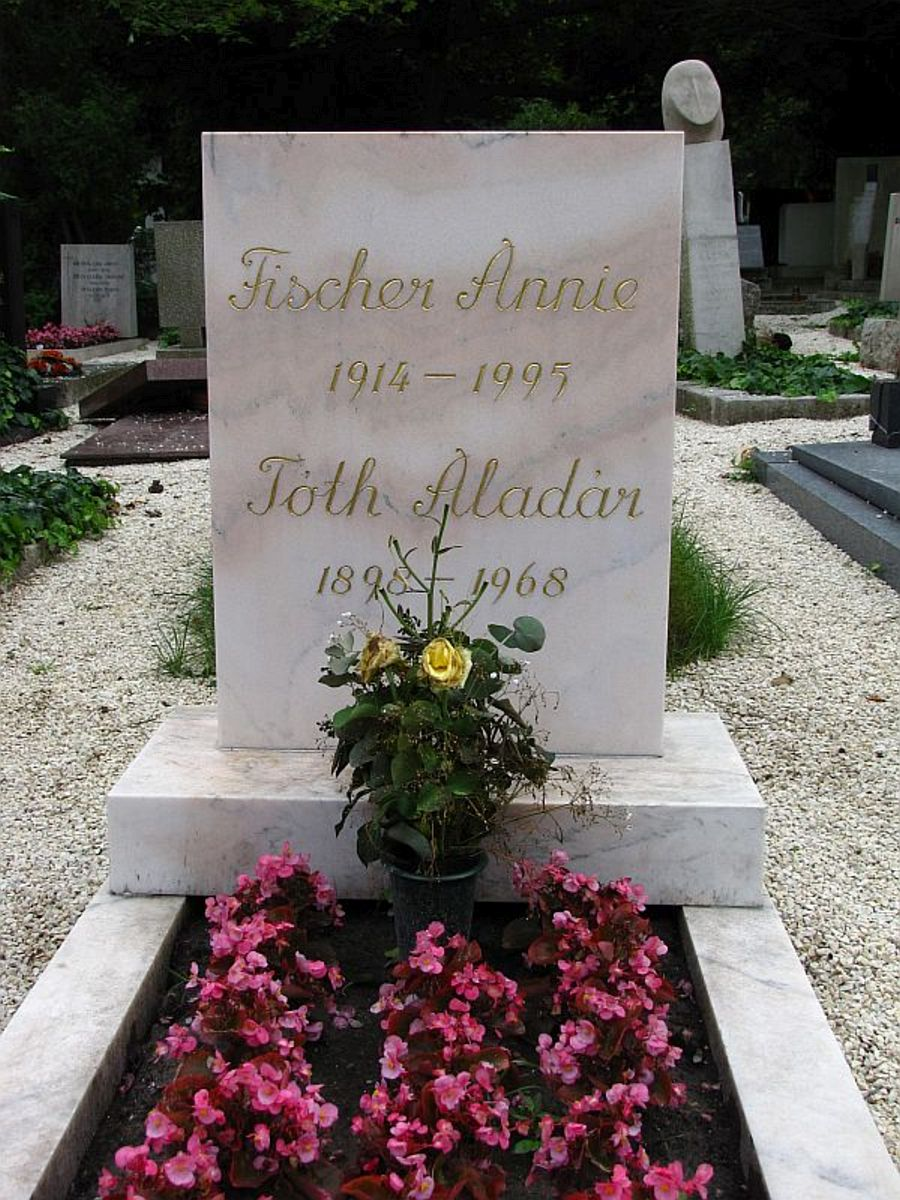
Fischer Annie és Tóth Aladár sírja Budapesten, a Farkasréti temetőben (6/1-1-26.)

- Figaro lakodalma. Vígopera. Zenéjét szerezte W. A. Mozart. Ismerteti Tóth Aladár; Singer és Wolfner, Bp., 1928 (Operaismertetők, 7-8.)
- Adler, G.: Handbuch der Musikgeschichte (a mű magyar fejezet), 1924, 1930
- Zenei lexikon 1–2.; szerk. Szabolcsi Bence–Tóth Aladár; Győző Andor, Bp., 1930–1931
- Pótlás a zenei lexikonhoz; szerk. Szabolcsi Bence–Tóth Aladár; Győző Andor, Bp., 1935
- Zoltán Kodály. Universal, Bécs, 1934
- Liszt Ferenc a magyar zene útján; Magyar Kórusművek, Bp., 1940 (Népszerű zenefüzetek)
- Szabolcsi Bence–Tóth Aladár: Mozart élete és művei; Győző Andor, Bp., 1941
- Verdi művészi hitvallása; Hollósy Nyomda, Bp., 1941 (A Zene könyvtára)
- Szabolcsi Bence–Tóth Aladár: Zenei lexikon 1–3.; átdolg., új kiad.; Zeneműkiadó, Bp., 1965
- Tóth Aladár válogatott zenekritikái, 1934-1939; sajtó alá rend. Bónis Ferenc, bev. Lukács György; Zeneműkiadó, Bp., 1968 (Magyar zenetudomány, 11.)
- Zeneesztétikai, kritikai cikkek és tanulmányok különböző lapokban